# Tetragnatha subextensa
Tetragnatha subextensa là một loài nhện trong họ Tetragnathidae.
Loài này thuộc chi Tetragnatha. Tetragnatha subextensa được miêu tả năm 1930 bởi Petrunkevitch.